# Erica Lancaster
Pour les articles homonymes, voir Lancaster.
Erica Lancaster est une actrice canadienne née le 4 avril 1979 à Oshawa (Canada).

## Filmographie
- 1987 : Skull: A Night of Terror : Lisa King
- 1988 : Biographies: The Enigma of Bobby Bittman (TV) : Sitcom Girl
- 1993 : Family Pictures (TV) : Liddie (12)
- 1994 : Le Justicier : L'Ultime Combat (Death Wish V: The Face of Death) : Chelsea Regent
- 1995 : Chair de poule : Le Pantin maléfique (partie 1 et partie 2) (Night of the Living Dummy III (parts 1 & 2)) : Trina O'Dell
- 1996 : Kids in the Hall: Brain Candy : Wally's daughter
- 2000 : The Loretta Claiborne Story (TV) : Nellie
- 2002 : Sweet Sixteen : Hope / Ellie Thompson